# آرثر سيزر
آرثر سيزر (بالإنجليزية: Arthur Caesar)‏ هو كاتب سيناريو وكاتب مسرحي أمريكي، ولد في 9 مارس 1892 في بوخارست في رومانيا، وتوفي في 20 يونيو 1953 في بيفرلي هيلز في الولايات المتحدة بسبب نوبة قلبية.

## وصلات خارجية
- آرثر سيزر على موقع IMDb (الإنجليزية)
- آرثر سيزر على موقع قاعدة بيانات برودواي على الإنترنت (الإنجليزية)
- آرثر سيزر على موقع قاعدة بيانات الأفلام السويدية (السويدية)
- آرثر سيزر على موقع قاعدة بيانات الفيلم (الإنجليزية)